# Viktor Manakov (cyclisme, 1960)
Pour les articles homonymes, voir Viktor Manakov.
Viktor Manakov (Виктор Манаков), né le 28 juillet 1960 à Boudogochtch en Russie soviétique et mort le 12 mai 2019 à Moscou, est un coureur cycliste de l'ancienne URSS.
Pistard, il a contribué entre 1978 et 1987 à la victoire et à des médailles nombreuses pour l'équipe soviétique sur piste.

## Biographie
Affilié au club "Lokomotiv" de Léningrad avec lequel il gagne plusieurs fois le championnat d'URSS par équipes, Viktor Manakov mène dans sa spécialité de la poursuite une double activité : individuelle et collective. Comme nombre de poursuiteurs, il participe à des compétitions routières.

### Famille
Viktor Manakov est marié à l'ancienne cycliste Jolanta Polikevičiūtė. Le couple a un fils, Viktor Manakov, qui est également coureur cycliste.

## Palmarès

### Palmarès sur piste
- 1978
  -  Champion du monde juniors de poursuite par équipes (avec Alexandre Krasnov, Nikolai Kuznetzov et Ivan Mitchenko)
  -  2e de la poursuite individuelle du championnat du monde juniors
- 1979
  -  Champion d'URSS de poursuite individuelle[3]
  -  2e du championnat du monde de poursuite par équipes amateurs (avec Vladimir Osokin, Vitali Petrakov et Vassili Ehrlich)
- 1980
  -  Champion olympique de poursuite par équipes (avec Vladimir Osokin, Vitali Petrakov et Valeri Movchan)[4]
- 1981
  -  Champion d'URSS de poursuite par équipes (avec Nikolaï Kuznetzov, Alexandre Krasnov et Oleg Klenikov)[5]
  -  2e du championnat du monde de poursuite par équipes amateurs (avec Alexandre Krasnov, Nikolai Kuznetzov et Oleg Klenikov)[6]
- 1982
  -  Champion d'URSS de la course aux points
  -  Champion d'URSS de la course à l’américaine (avec Nikolaï Kuznetzov)
- 1984
  -  Champion d'URSS de la course aux points
  - 2e de la poursuite par équipes aux Jeux de l'Amitié (avec Marat Ganeïev, Valeri Movchan et Vassili Schpundov)[7]
- 1985
  -  Champion d'URSS de poursuite par équipes (championnat d'hiver) (avec Alexandre Krasnov, Viatcheslav Ekimov et Mikhaïl Sveschnikov)[8]
  -  3e du Championnat du monde de poursuite par équipes amateurs (avec Viatcheslav Ekimov, Alexandre Krasnov, Vassili Schpundov et Marat Ganeïev)[9]
- 1986
  -  Champion d'URSS de poursuite par équipes (avec Alexandre Krasnov, Viatcheslav Ekimov et Mikhaïl Svechnikov)[8]
- 1986
  -  3e du championnat du monde de poursuite par équipes amateurs (avec Viatcheslav Ekimov, Alexandre Krasnov et Sergeï Khmelinine)
- 1987
  -  Champion du monde de poursuite par équipes amateurs (avec Viatcheslav Ekimov, Alexandre Krasnov et Sergeï Khmelinine)[10]
  -  Champion d'URSS de poursuite par équipes (avec Viatcheslav Ekimov, Alexandre Krasnov et Sergeï Khmelinine)[8]

### Palmarès sur route
- 1982
  - 3e de l'Olympia's Tour[11]
- 1985
  - 4e étape du Tour d'Autriche
- 1988
  - 5e étape du Circuit des Ardennes